# 巴永 (上普罗旺斯阿尔卑斯省)
巴永（法語：Bayons，法語發音：[bajɔ̃]）是法国上普罗旺斯阿尔卑斯省的一个市镇，位于该省北部，属于福卡尔基耶区。

## 地理
巴永（44°20'20"N, 6°9'49"E）面积125.75 平方千米，位于法国普罗旺斯-阿尔卑斯-蓝色海岸大区上普罗旺斯阿尔卑斯省，该省份为法国东南部内陆省份，北起上阿尔卑斯省，西接沃克吕兹省，西北接德龙省，南至瓦尔省，东临滨海阿尔卑斯省，东北部与意大利接壤。
与巴永接壤的市镇（或旧市镇、城区）包括：欧通、巴勒、贝拉费尔、克拉芒萨讷、福孔迪凯尔、圣马丹莱塞讷、瑟洛内、蒂里耶、瓦拉瓦尔。

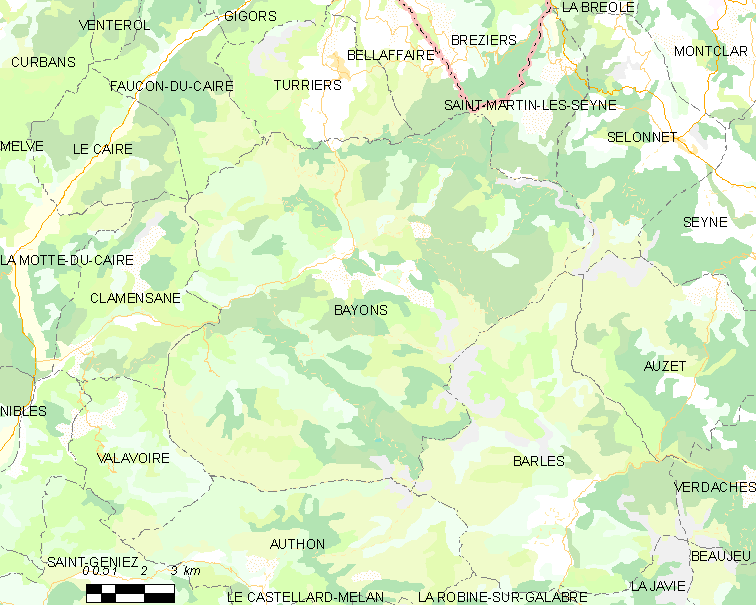
的OSM定位图

巴永的时区为UTC+01:00、UTC+02:00（夏令时）。

## 行政
巴永的邮政编码为04250，INSEE市镇编码为04023。

## 政治
巴永所属的省级选区为塞讷县。

## 人口

1962-2008年间人口变化图示

巴永于2022年1月1日时的人口数量为202人。